# Marguerite Fourrier
Marguerite Fourrier (* 19. Jahrhundert; † 20. Jahrhundert) war eine französische Tennisspielerin.

## Biografie
Fourrier nahm an den Olympischen Sommerspielen 1900 in Paris am Tenniswettbewerb teil. Lediglich im Einzel ging sie an den Start und unterlag dort der späteren Olympiasiegerin Charlotte Cooper in der ersten Runde. Weitere Informationen über Fourrier sind nicht bekannt.